# Оризови бунтове
Оризовите бунтове (на японски: 東京都中央卸売市場, коме содо) представляват масово гражданско неподчинение в Япония, продължило от юли до септември 1918 г. В резултат на бунтовете, правителството на Тераучи Масатаке подава оставка.

## Причини
Основната причина за недоволството е рязкото покачване на цената на ориза, който е основен хранителен продукт в Япония. Това води до изключителни трудности за населението в селските райони, където това е основен поминък. Производителите на ориз биват разгневени от ниските изкупни цени, наложени заради държавния контрол над цените, и изключително високите цени, на които се препродава впоследствие стоката им. Първоначално те насочват гнева си към прекупвачите и към правителствените служители, които позволяват цените на ориза да излязат извън контрол. Скокът на цените идва в момент на инфлация, свързана с края на Първата световна война, която засяга, останалите стоки за бита и наемите в градовете, което води до недоволство и сред градското население. Интервенция на японската армия в Сибир допълнително нажежава обстановката, след като правителството изкупува излишъка от ориз за да изхранва войските, като по този начин способства за увеличаването на цените. Правителствените регулации на цените и намесата в икономиката (ниски цени на ориза заради регулациите) водят до протести в провинцията и впоследствие и в градовете.

## Бунтове
Оризовите бунтове са без паралел в новата японска история по отношение на своя обхват и насилие. Искрата на недоволството е запалена в малкото рибарско градче Уозу в днешната префектура Тояма на 23 юли 1918 г. Първоначално всичко започва с мирни демонстрации, но бързо прераства в бунтове, стачки, разграбвания и подпалване на полицейски участъци, административни сгради и въоръжени сблъсъци. Бунтовете се разрастват в Киото, Нагоя, Осака и Кобе. Участие вземат и различни работнически организации. През 1918 г. има регистрирани 417 инцидента с повече от 66 000 работници. Около 25 000 души са арестувани, от които 8200 са осъдени за различни престъпления. Присъдите варират от глоби до смъртно наказание.
На 29 септември министър-председателят Тераучи Масатаке подава оставка като поема отговорност за нарушения обществен ред.